# 공주님 "고문"의 시간입니다
《공주님 "고문"의 시간입니다》(일본어: 姫様“拷問”の時間です 히메사마 고몬노 지칸데스[*])는 하루하라 로빈슨의 원작, 히라케이의 작화에 의한 일본의 만화 작품이다. 《소년 점프+》(슈에이샤)에서 2019년 4월 2일부터 연재 중이다. 마왕군에 사로잡히고 비밀을 듣기 위한 고문이라고 불리는 극진한 대우를 받는 공주님의 따끈따끈한 연금 생활을 그리는 개그 만화다.
헤이세이에서 레이와로의 개원을 앞둔 시기에 연재가 시작된 적도 있어 '독이 없으면 웃기지 않는다'라고 하는 헤이세이기의 개그 만화와는 다르게 화해, 치유를 제공하면서 웃을 수 있는 새로운 시대를 향해 업데이트된 개그 만화로 여겨진다. 제목이야말로 멋지지만, '읽을 때에 신경쓰지 않아도 되고, 아무것도 생각하지 않아도 좋고, 쉬운 세계'를 컨셉으로 한다. 작중의 세계관에 있어서의 "고문"이란, 혼자서 '맛있는 식사'나 '즐거운 놀이' 등에 의한 유혹에 의해 비밀을 듣는 것이며, 또 비밀을 말한 후에는 '일이 끝난 상태'가 되어, "고문"에 쓰인 식사나 놀이를 마음껏 즐길 수 있기 때문에 주인공인 공주님은 차례차례로 "고문"에 굴복하는 모습이 약속으로 그려진다. 이러한 독특한 설정으로부터, 이른바 '위꼴 테러' 묘사가 빈번하기 때문에, 열람하는 타이밍에는 주의할 필요가 있다고 평가받는다.
작중의 세계나 등장 인물은 언뜻 보면 소위 '검과 마법의 중세 판타지'처럼 보이지만, 자주 등장하는 식사를 시작으로 오락 등의 문화나 과학 기술, 거리 풍경이나 인프라 등, 연재시의 현대 일본과 전혀 다르지 않은 사회인 것이 묘사된다.
단행본의 발행 부수는 전자판을 포함해 3권으로 15만 부 이상이다. 또, 2021년 5월 시점에서 총열람수는 1억을 넘고었다.
다음에 올 만화대상 2020 Web 만화 부문 2위(38070포인트).

## 스토리
마왕군에 사로잡힌 국왕군의 공주는 군의 비밀을 말하도록 "고문"을 받게 된다. 수많은 목숨을 건 전투를 빠져 온 공주에게 어림도 없다고 생각되었지만, “고문”이라고 부르는 맛있을 것 같은 B급 음식과 말랑말랑한 동물을 보여주고, 그 유혹에 굴복해 간다.

## 등장인물

### 주요 인물
공주
성우 - 시라이시 하루카
주인공. 본명은 밝혀지지 않았고, 주변의 인물들에게 '공주님'이라고 불린다. 마왕군과 적대하는 인류측의 공주로 국왕군 제3기사단장이다.
길게 뻗은 금발과 정수리에 항상 올려져 있는 작은 왕관이 트레이드 마크. 전사로서의 실력은 진짜이며, 때때로 기억한 것처럼 상식이 벗어나는 신체 능력과 전투 기술을 선보인다. 왕족으로서 전사로서 엄격한 교육을 받고 자라났지만, 서민 생활의 '있어있어'에 묘하게 정통하다.
국왕군에서도 굴지의 실력을 자랑하고, 그 고도와 견고한 의지로 기사단을 이끌고, 다수의 전장을 달려 죽음의 기세도 보이지 않았지만, 본작 개시 시점에서 마왕군의 포로가 되었다. 싸움을 떠난 곳에서의 모습은 바보로 겁이 많고, 스스로 타락하고 유혹에 약하고, 맛있는 것, 사랑스러운 것, 기분 좋은 것 등, "고문"에 차례차례 굴복해, 국왕군의 비밀을 말해 버리는 날들을 보낸다.
입장 자체는 마왕군의 포로이지만, "고문"의 시간 이외는 자유롭게 돌아다니는 것을 허락되고 있거나, 마왕군의 면면과의 사이도 기본적으로 양호한 등, 오히려 기사단장 시대보다 유유자적 생활을 보내고 있다.(본인도 그것을 인정하는 장면이 자주 있다)
엑스
성우 - 코바야시 치카히로
공주님의 파트너. 의지를 가진 전설의 성검. 공주님과 함께 포로의 몸이 된다.
국왕군 역대의 명기사와 함께 싸워 뽑아 온 명검으로, 검이면서도 인간의 가치관·문화·생활 형태에도 지식이 깊고, 상식인인 성격이기 때문에, 어딘가 어긋나 고문관들과 바보 같은 공주님에 의해 펼쳐지는 초현실적인 전개에 츳코미를 넣는 날들을 보내게 된다.
수많은 전장을 함께 달리고, 고결하고 용장한 '기사'로서의 공주님을 신봉하고 있지만, 다른 한편으로 "고문"의 날에 의해 차례차례로 드러나는 공주님의 한심한 일면에는 어리석음을 숨길 수 없다.
사용자의 마력에 공명하기 위해 공주님의 컨디션이 무너지면 건강을 잃는다. 검이기 때문에 검을 유지하는 것은 기분 좋은 것 같고, 그가 "고문"의 대상이 될 수도있다.
토처 토르튜어
성우 - 이토 시즈카
마왕군 최고위 고문관. 묘령의 성인 여성 자연스러운 모습을 한 악마.
최고위에 적합한 "고문"의 기량을 자랑하며, 특히 "식욕"을 부추기는 수완은 마왕조차도 굴려 버릴 정도이지만, 마왕에게 보고되는 비밀은 도움이 되지 않는 것이 대부분이다. 부하 고문관들은 궁지에 빠지면, 왠지 그녀의 비밀을 말해 버린다.
섬세하고 세심한 이지적인 여성이며, 포로의 몸으로 있는 공주님을 세심하게 걱정하는 상냥함도 가지고 있다. 고문관으로서 공주님을 유혹에 의해 괴롭히는 입장이면서도, 한편으로 공주님의 포로 생활을 진심으로 돌봐주고 있어 공주님으로부터는 '함께 있으면 매우 즐겁다'라고, 어쩐지 모르게 있다.
음식점에서 맛있게 식사를 하고 있던 곳에서 마왕군에 기용되어 고문관이 된 과거를 가지고 전직은 간호사. 프라이비트나 출장처에서 혼자 밥을 만끽하는 에피소드도 그려진다. 운동은 서투르다. 최근 갓 태어난 조카를 사랑하고 있으며, 토끼를 좋아한다.

### 고문관
다타마
고문관 보좌관. 토처를 비롯한 고문관들의 "고문"을 서포트한다.
얼굴야말로 화려한 존재감을 발휘하고 있지만, 공주님이 "고문"에 굴복한 후에는 함께 놀거나 쪼그리고 있는 경우도 많다. 오른쪽 눈의 별 모양의 페이스페인트는 매일 아침 스스로 그린다. 거의 대사를 말하지는 않지만, 단지 말하지 않은 것만으로 말할 수 없는 것은 아니고, 고문 194에서 토처 왈 "지금까지 먹은 중에서 가장 맛있다"는 체리를 먹었을 때에는 무심코 말을 했다.
요우키(陽鬼)와 인키(陰鬼)
성우 - 나가세 안나(요우키), 이노우에 호노카(인키)
중급 고문관. 쾌활한 요우키와 겸손한 인키 2인조로 이루어져 있. 사이 좋은 쌍둥이 자매로 보이기 쉽지만, 사촌자매 사이다.
요우키는 쇼트 헤어에 노출이 높은 복장, 인키는 왼쪽 눈이 앞머리로 가려진 롱 헤어에 두꺼운 옷(어떤 복장이라도 손이 노출되는 장면이 없다)과 외관도 대조적이다. 인키에게 동생이 둘이 있다는 것이 캐릭터 프로필에서 밝혀지고 있으며, 그 밑의 동생인 인스케는 3권 수록의 고문 33에서 등장한다.
레크리에이션이나 파티 게임과 같은 "즐거움"을 이용해, 능숙한 콤비네이션으로 비밀을 불러오는 "고문"을 자랑으로 한다. 각각이 단독으로 "고문"을 할 때에는 요우키는 스포츠, 인키는 영화 등 자신의 취미를 이용하고 있다.
친화력이 강해 공주님과도 첫 대면으로 곧바로 친구가 되어, 부담없이 자주 마왕성 밖으로 놀러 데리고 나간다.
3권 수록의 고문 36에서, 공주님의 조언을 바탕으로, 마오마오를 더한 3명으로 상급 고문관에의 승급 시험인 '마왕에게의 "고문"'에 성공해, 상급 고문관 에 (마오마오는 "궁극 하이퍼 전설 보이지 않는 고문관"에) 승진한다.
크롤
성우 - 야마네 아야
일급 전투원 겸 상급 고문관. 걸연한 외모로, 어미에 '☆'가 붙는 반수의 소녀.
마물사인 동시에 심한 동물 애호가이기도 하다. 동물의 촉감을 맨살로 느끼고 싶기 때문에 노출을 많이 하고 있어 비키니와 반바지에 망토를 곁들인 복장을 하고 있다.
다양한 마수의 "사랑스러움"을 이용한 "고문"을 자랑으로 한다. 마수의 늑대 · 매드 울프, 흰곰의 아기의 큐이, 고양이의 시로 & 미케, 돌고래의 큐큐 등의 부하와 애완 동물을 데리고 오는데, 그녀의 기호가 너무 강해 너무 공주에게 이해되지 않고, 그 장점을 확실히 가려워하는 것도 자주 있다. 매번 왠지 동물의 매력에 포로가 되는 공주님과 의기투합해, 사이좋게 되었다.
마오마오
성우 - 히다카 리나
마왕의 외동 딸로, "하이퍼 상급 견습생" 고문관. 유치원에 다니고 있는 아이이며, 주위로부터 "마오마오 쨩님"(マオマオちゃん様)이라고 불린다. 부모와 자식과 함께 하얀 눈이 검은 것이 특징.
귀여운 외모도 물론, 그 성격도 순진 무구의 덩어리이며, 공주님을 곧바로 메로메로해버린다. 처음으로 공주님 앞에 나타났을 때는 그때까지 한 번도 "고문"을 성공시킨 적이 없고 자신을 비하해 버렸지만 공주님께 격려되어 처음 성공했고 이후 공주님을 마치 친척 언니처럼 몹시 좋아한다.
"고문"의 수법 자체는 공주님께 전혀 울리지 않는 것뿐이지만, 압도적인 "괴롭힘"이나 "귀여움"에 의해 비밀을 듣는 데 성공한다.
마왕의 사랑 때문에, 견습이면서도 최고위 고문관인 토처보다 계급이 위이고, 한층 더 이야기가 진행될 때마다 "전설", "궁극"등, 직함이 업데이트되고 있다.
자이언트
성우 - 카야노 아이
4급 전투원 겸 초급 고문관. 이름 그대로 공주님의 배 가까운 체구와 장신을 가진 어른 여성.
항상 웃음을 자아낸 유화적인 분위기와 모성에 넘치는 포용력을 가지고, 주위로부터의 존경도는 절대적이다. 그녀가 전투나 고문을 하고 있는 곳을 아무도 본 적이 없고, 평상시는 목욕탕의 메인터넌스에 근무하고 있다.
온천이나 사우나, 마사지, 리프레시술 등의 릴렉제이션에 정통해, "고문"은 그 곳에서 그녀가 가져오는 "안락함"이나 "치유"가, 결과적으로 비밀을 말해 버리는 상황을 만들어낸다. 공주님에게 '엄마 스승'(ママ師匠)이라고 불리며 당황한다.
길가
성우 - 센본기 사야카
무기 장인 겸 초급 고문관. 진심으로 장인 정신의 여성. 토처와는 사적으로 사이좋고, 서로 '토르 짱', '길가 짱'이라고 부른다.
엑스에 대한 "고문"을 위해 고문관의 자격을 취하고 있다. 장인으로서의 팔은 확실하고, 그 메인터넌스의 손팔에 의해 엑스를 바쁘게 굴복시킨다.
마검을 컬렉션하고 있지만, "고문"때에 가스레인지 대신에 사용하는 등, 취급은 조잡하다.
바닐라 페슈츠
성우 - 토미타 미유
고위 고문관. 뱀파이어로 이름을 꽉 쥔 페슈츠 일족 본가의 한 딸. 외모는 공주님이나 요우키보다 어리다. 직접 피를 피우지 않고 철분이 많은 음식에서 영양을 얻고 있다.
근본은 솔직한 좋은 아이이지만, 본인은 고귀한 신분임을 자부하는 너무 뭔가 공회전하기 쉽다. 부모로부터는 사랑받고 있어 "집의 이름에 묶이지 않고 자유롭게 살아있다"고 권유된다.
프라이드가 방해를 해서 친구를 만들지 못했지만, 그녀 앞에서는 왠지 (본인은 의도하지 않고) 남자 앞면을 보이는 공주님께 바쁘게 마음을 열고 마침내 처음 친구가 생겼다.
사쿠라 하트록
성우 - 타무라 무츠미
국왕군과는 다른 국가, 로니시 제국의 제왕 직속 암살 부대에 소속된 암살자. 마왕암살 때문에, 마왕성에 침입하다가 잡혀, 토처의 "고문"(생강구이)에 굴복해 신분을 밝힌다. 과거에 공주님 암살의 임무를 주어져, 신분을 가짜로 공주님에게 접근해, 친해지지만, 정말로 정이 싹트어 버려, 주저해 돌아와 토벌에 맞아 버린다. 그에 따라 입장을 잃고, 실질적인 사형 선고로서 마왕암살의 임무에 취해졌다.
그 처지를 들은 마왕의 헤아릴 수 없이 토처 아래 시험 채용으로 마왕군에 입대한다. 이후는 토처를 '선배'라고 부르고 있다.
그녀 자신의 등장은 7권부터이지만, 실은 1권 수록의 고문 7에 있어서의 공주님의 회상 장면에서 등장하고 있던 "공주님이 친구라고 생각했지만 배신당했다"는 인물이 그녀였다 .
고문 126에서 공주님과 재회. 곡예의 "고문"에서 공주님의 마음을 들으며 밤늦게까지 이야기했다.

### 마왕과 그 주변인물
마왕 갓썬더
성우 - 겐다 텟쇼
모든 마족의 정점으로 마왕군의 대표이사 마왕. 공주를 포로로 두고 "고문"을 통해 국왕군의 비밀을 캐내려고 시도하지만 (가끔 제공되는) 정말 유익한 정보도 어쩔 수 없는 이유로 각하하는 경우가 많다.
막강한 마력으로 일찍이 국왕군 최고전력인 용사의 공격을 모두 견뎌내고 물리친 일화를 지닌 진정한 마왕인 존재이며, 처세와 언행(대사의 말풍선)도 화끈하지만 그 인품과 행동은 지극히 관용·관대·선량한 양식인. 화이트 기업 조직을 만들어 이끄는 이른바 이상형 상사로서 자식바보로 가정을 소중히 여기는 좋은 아버지의 모습만이 그려진다.
오타쿠 취미를 가져, 평소부터 심야 애니메이션 감상이나 라디오에 메일 투고 외, 휴일에는 성우의 라이브나 CD의 발매 이벤트를 반복하고 있다. 덧붙여 "왕"이지만, 사적으로 그려지는 자택 풍경은 왕족적인 것과는 거리가 먼, 극히 일반적인 가정과 전혀 다르지 않은 서민적인 것이다. 공주들 인간 쪽에서는 그 일상적인 모습만을 목격하기 때문에 마왕 본인으로 인식되지 않아 마왕 대리로 여겨지고 있다.
루룬
성우 - 나카하라 마이
마왕의 아내이자 마오마오의 어머니. 주위에게 '왕비님'으로 불리고 있다. 남편인 마왕을 곳짱(ゴッちゃん)이라고 부른다.
왕비라는 거대한 마력을 지녔다고 생각되지만 옆에서는 아무래도 평범한 자상한 어머니로밖에 보이지 않는다. 건강하게 자라는 마오마오를 따뜻하게 지켜보고 있으며 고문의 조력자로 나타나기도 한다. 마왕과의 부부 사이도 매우 좋고 때로는 의외의 장난스러움을 선보이며 가족의 나날을 보내고 있다.
카나지
성우 - 후쿠시마 준
마왕측근. 자그마한 체구에 망토를 걸친 귀가 없는 돼지같은 용모의 마족. 특기는 바느질이며, 입고 있는 망토도 손수 제작.
청소 아르바이트로 마왕군에 들어갔지만 일손이 부족해 여러모로 돕다 보니 현재의 입장이 되었다. 내정면을 통괄하는 것 외에 전투면에서도 약할 것 같은 외모에 반해 마왕에 이은 No.2의 실력자. 날마다 토처로부터 보고되어 오는 국왕군의 비밀을 마왕에게 전하고 있지만, 유용할 것 같은 정보라도 어떻게든 채택되지 않게 되는 것이 약속처럼 되어 있기 때문에, 채용되었을 때에는 놀라고 있다.
브루제
마왕군 전투대참모로 '파괴의 브루제' 두 이름을 가지고 있다. 근육이 불룩한 체격에 쇠뿔과 귀를 가진 중년 남성 같은 외모. 국왕군과 마왕군의 충돌이 가장 심했던 시절에는 공격부대 대장으로 일선에서 활약하고 있었다. 근무 시 가시가 달린 어깨띠와 요부 차림이지만 출퇴근 시에는 정장을 착용하고 있다. 고지식한 성격 때문에 무심코 귀에 들어온 마왕의 말을 액면 그대로 진지하게 받아들이는 경우가 많다(실제로는 마오마오, 루룬과의 가족단란에 관한 내용).

### 인간 측
루주 브리탄
성우 - 오노 다이스케
국왕군 제1기사단에 소속된 "성백기사". 1권 캐릭터 프로필에 따르면 국왕군 제일의 마법사로 명가 브리탄의 차기 당주로 일류 기사. 늘 풀페이스형 투구를 쓰고 있지만 맨얼굴은 평범한 얼굴의 중년 남성으로 몰래 백마 탄 왕자에게 도움을 받기를 꿈꾸던 공주는 그 얼굴을 보고 약간 실망했다. 성격은 정직하고 성실하지만 마법의 영창에 집중하면 주위의 언행이 전혀 들리지 않게 된다.
공주 구출을 위해 종종 마왕성 침입을 성공하지만 구출용 전송 마법이 매번 무언가 공주를 망신시키는 결과가 되기 때문에 공주 본인의 방해로 구출에 실패한다(본인은 영창에 집중하다 보니 실패의 원인이 공주에게 있다는 것을 깨닫지 못하고 있다). 5권 고문 65에서 성우 릴리베에서 귀가 중인 마왕을 우연히 만난다. 일방적으로 공격을 가해도 전혀 통하지 않고, 반대로 목숨을 건진 데다 같은 오타쿠 취미를 가진 사람끼리 의기투합한다. 눈앞의 상대가 마왕 본인임을 눈치채지 못한 채 "모든 마족이 적은 아니며 우리 적은 마왕과 마왕군뿐"이라며 마족에 대한 인식을 약간 약화시킨다.
지모치
성우 - 오오츠카 호츄
왕국에 집사로 쓸 수 있는 전 "명예기사".

## 서지 정보
- 하루하라 로빈슨·히라케이 《공주님 "고문"의 시간입니다》 슈에이샤 〈점프 코믹스〉
  1. 2019년 9월 4일 발매[9][10], ISBN 978-4-08-882045-3
  2. 2020년 2월 4일 발매[11], ISBN 978-4-08-882221-1
  3. 2020년 8월 4일 발매[12], ISBN 978-4-08-882398-0
  4. 2020년 11월 4일 발매[13], ISBN 978-4-08-882524-3
  5. 2021년 1월 4일 발매[14], ISBN 978-4-08-882535-9
  6. 2021년 7월 2일 발매[15], ISBN 978-4-08-882719-3
  7. 2021년 9월 3일 발매[16], ISBN 978-4-08-882765-0
  8. 2022년 1월 4일 발매[17], ISBN 978-4-08-882886-2
  9. 2022년 5월 2일 발매[18], ISBN 978-4-08-883122-0
  10. 2022년 10월 4일 발매[19][20], ISBN 978-4-08-883277-7
  11. 2023년 3월 3일 발매[21][22], ISBN 978-4-08-883444-3
  12. 2023년 7월 4일 발매[23], ISBN 978-4-08-883622-5
  13. 2024년 1월 4일 발매[24], ISBN 978-4-08-883843-4
  14. 2024년 3월 4일 발매[25], ISBN 978-4-08-883869-4

## TV 애니메이션
2023년 6월 27일에 텔레비전 애니메이션화가 발표되었다. 2024년 1월부터 3월까지 TOKYO MX 등에서 방송되었다. 방송 종료 직후 제2기 제작 결정이 발표되었다.

### 스태프
- 원작 - 하루하라 로빈슨, 히라케이
- 감독 - 카나모리 요코
- 시리즈 구성 - 후데야스 카즈유키
- 캐릭터 디자인 - 코노 토시야, 후루하시 사토시
- 서브 캐릭터 디자인 - 타키야마 마사아키, 스미모토 에츠코
- 요리·프롭 디자인 - 타무라 야스호
- 색채 설계 - 콘노 나루미
- 미술 감독·미술 설정 - 미야모토 미우
- 촬영 감독 - 하세가와 마미
- 편집 - 사카모토 쿠미코
- 음향 감독 - 아케타가와 진
- 음향 효과 - 안도 유이
- 음악 - 요코야마 마사루
- 프로듀서 - 나카지마 나오토, 미즈타니 케이, 키요하라 아이이치로, 오오야 하루히사, 우에키 타츠야, 칸다 료타, 쿠로다 켄지, 마츠무라 나오, 오오와다 토모유키
- 애니메이션 프로듀서 - 무카이토게 카즈키
- 애니메이션 제작 - PINE JAM
- 제작 - 국왕군 제3기사단

### 주제가
거꾸로 가는 매직(まっさかさマジック!)
shallm에 의한 오프닝 테마. / 작사·작곡 - lia / 편집 - Naoki Itai, Yusuke Koshiro
내일은 내일의 바람이 불어(明日は明日の風が吹く)
LEEVELLES에 의한 엔딩 테마. / 작사 - LEEVELLES, 야마모토 쇼 /  작곡 - LEEVELLES, 오오니시 쇼고 / 편곡 - 오오니시 쇼고, LEEVELLES

### 방영 목록
| 화수        | 각본              | 그림 콘티       | 연출            | 작화 감독 | 요리 작화 감독 | 총작화 감독                                       | 방송일         |
| ----------- | ----------------- | --------------- | --------------- | --- | -------------- | ------------------------------------------------- | -------------- |
| EPISODE #01 | 후데야스 카즈유키 | 카나모리 요코   | 카나모리 요코   | 카타데 켄타 타키야마 마사아키 우에하라 후미유키 유단 사코에 사라 코노 토시야 | 타무라 야스호  | 코노 토시야                                       | 2024년 1월 9일 |
| EPISODE #02 | 무라카미 모모코   | 타카하시 켄지   | 타카하시 켄지   | 사카이 아이리 미야자와 유키 나츠키 히로시 키쿠치 카스미 미츠하시 사쿠라코 카타데 켄타 코노 토시야 | 타무라 야스호  | 코노 토시야                                       | 1월 16일       |
| EPISODE #03 | 슈고 코노미       | 요네다 카즈히로 | 타케이 료       | 콘도 아야카 카토 케에 사코에 사라 우에하라 후미유키 陳玲玲 趙小川 사루와타리 세이카 | 타무라 야스호  | 코노 토시야                                       | 1월 23일       |
| EPISODE #04 | 후데야스 카즈유키 | 와카노 테츠야   | 와카노 테츠야   | 코노 토시야 카타데 켄타 무라키 토모히코 오오노 츠토무 히다카 마유미 시라하타 유지 나카무라 사치 와타나베 치히로 마키하라 카나 趙小川 徐超 陳玲玲 姜海華 이노우에 리카 | 타무라 야스호  | 코노 토시야 카토 케에 코미노 마사히코             | 1월 30일       |
| EPISODE #05 | 무라카미 모모코   | 미호 유메       | 유키히로 코마오 | 스미모토 에츠코 타키야마 마사아키 야마우치 다이스케 콘도 아야카 미츠하시 사쿠라코 사루와타리 세이카 趙小川 徐超 陳玲玲 姜海華 | 타무라 야스호  | 코노 토시야 사코에 사라 카토 케에                 | 2월 6일        |
| EPISODE #06 | 슈고 코노미       | 아사이 요시유키 | 아사이 요시유키 | 야마우치 다이스케 우에하라 후미유키 카타데 켄타 사카이 아이리 히다카 마유미 세키구치 마사히로 이노우에 리카 무라키 토모히코 | 타무라 야스호  | 코노 토시야 카토 케에 코미노 마사히코             | 2월 13일       |
| EPISODE #07 | 후데야스 카즈유키 | 요네다 카즈히로 | 요네다 카즈히로 | 세키구치 마사히로 사루와타리 세이카 미츠하시 사쿠라코 오오노 츠토무 시라하타 유지 나카무라 사치 마키하라 카나 와타나베 치히로 黄薇霓 趙小川 徐超 陳玲玲 姜海華 이노우에 리카 콘도 아야카 미츠이 아사미 | 타무라 야스호  | 코노 토시야 카토 케에 사코에 사라 코미노 마사히코 | 2월 20일       |
| EPISODE #08 | 무라카미 모모코   | 카나모리 요코   | 타케이 료       | 나츠키 히로시 무라키 토모히코 야마우치 다이스케 카타데 켄타 사사키 타카히로 이노우에 리카 카토 케에 趙小川 徐超 陳玲玲 蒋海華 | -              | 코노 토시야 사코에 사라 카토 케에                 | 2월 27일       |
| EPISODE #09 | 무라카미 모모코   | 데아이 코토미   | 유키히로 코마오 | 도사오카 카나 카토 유코 사카이 아이리 오오노 츠토무 세키구치 마사히로 미츠하시 사쿠라코 아키야 유키에 시라하타 유지 黄薇霓 나카무라 사치 와타나베 치히로 마키하라 카나 | 타무라 야스호  | 코노 토시야 사코에 사라 카토 케에 코미노 마사히코 | 3월 5일        |
| EPISODE #10 | 슈고 코노미       | 아사이 요시유키 | 아사이 요시유키 | 타키야마 마사아키 야마우치 다이스케 카타데 켄타 이노우에 리카 히다카 마유미 콘도 아야카 오오노 츠토무 이시다 미치코 코미노 마사히코 시노하라 켄지 야마나카 마사히로 무라키 토모히코 사사키 미호 趙小川 徐超 陳玲玲 蒋海華                                                                                                  | 타무라 야스호  | 코노 토시야 카토 케에 사코에 사라 코미노 마사히코 | 3월 12일       |
| EPISODE #11 | 후데야스 카즈유키 | 타카하시 켄지   | 타카하시 켄지   | 曾品喬 蔡孟書 范言新 劉玟萱 李育蓁 葉奕呈 吳亭頤 吳曉蓉 쿠로에 레이 謝孟夏 一土 무라키 토모히코 趙小川 徐超 陳玲玲 蒋海華 沈益智 伝動軸 馮亦範 | 타무라 야스호  | 코노 토시야 카토 케에 사코에 사라                 | 3월 19일       |
| EPISODE #12 | 후데야스 카즈유키 | 아사이 요시유키 | 카나모리 요코   | 나츠키 히로시 콘도 아야카 오오노 츠토무 야마우치 다이스케 카토 유코 사사키 타카히로 사카이 아이리 아라이 히로토시 이노우에 리카 시바타 카츠노리 야마모토 모모 무라키 토모히코 야마나카 마사히로 시라하타 유지 黃薇霓 나카무라 사치 와타나베 치히로 마키하라 카나 히다카 마유미 타키야마 마사아키 후지모리 아오 카타데 켄타 | 타무라 야스호  | 코노 토시야 카토 케에 사코에 사라 코미노 마사히코 | 3월 26일       |